# Heer der Slowakischen Republik

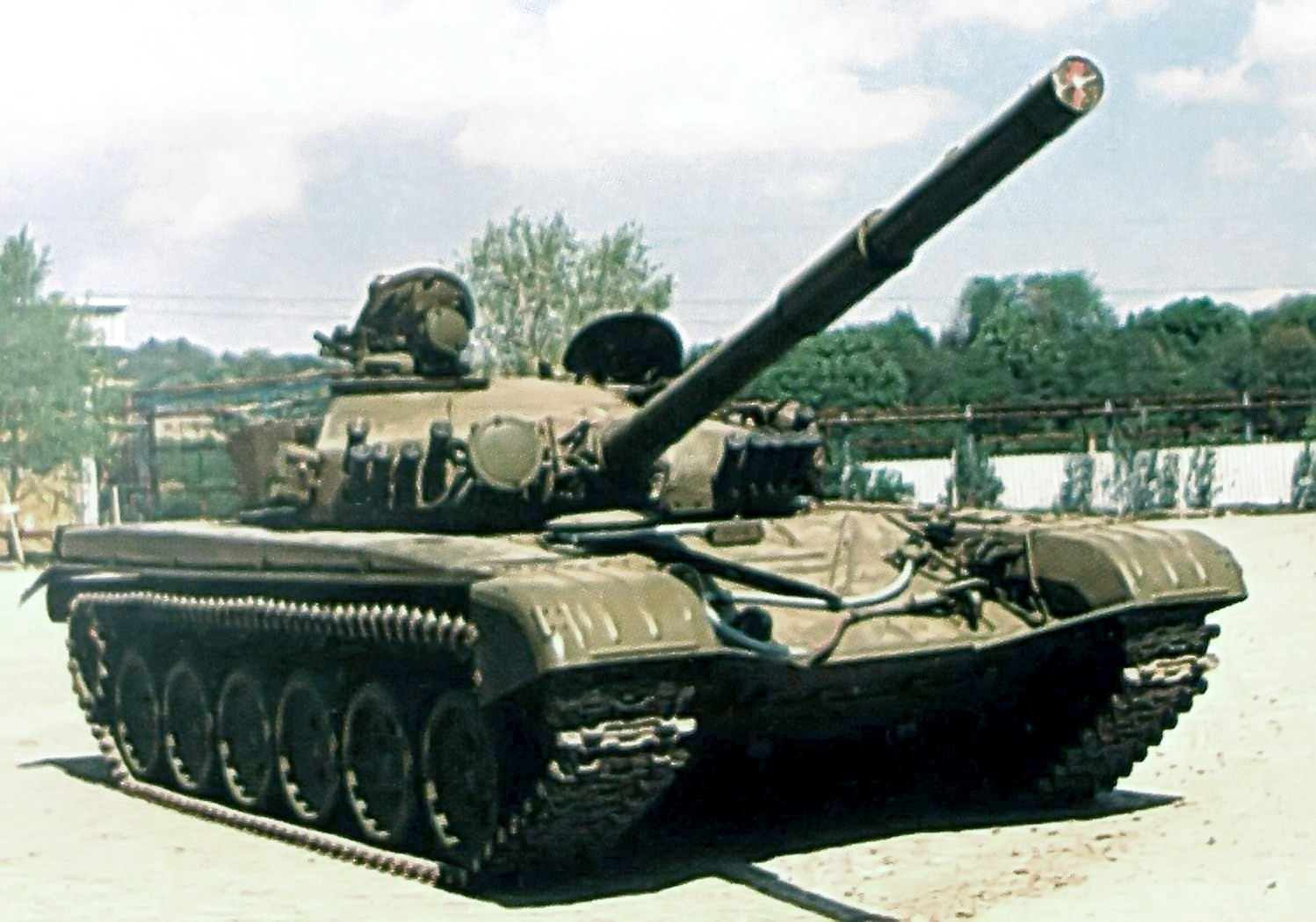
Slowakischer T-72M1

Das Heer der Slowakischen Republik bildet die Heereskomponente der slowakischen Streitkräfte mit Hauptquartier in Trenčín.

## Gliederung

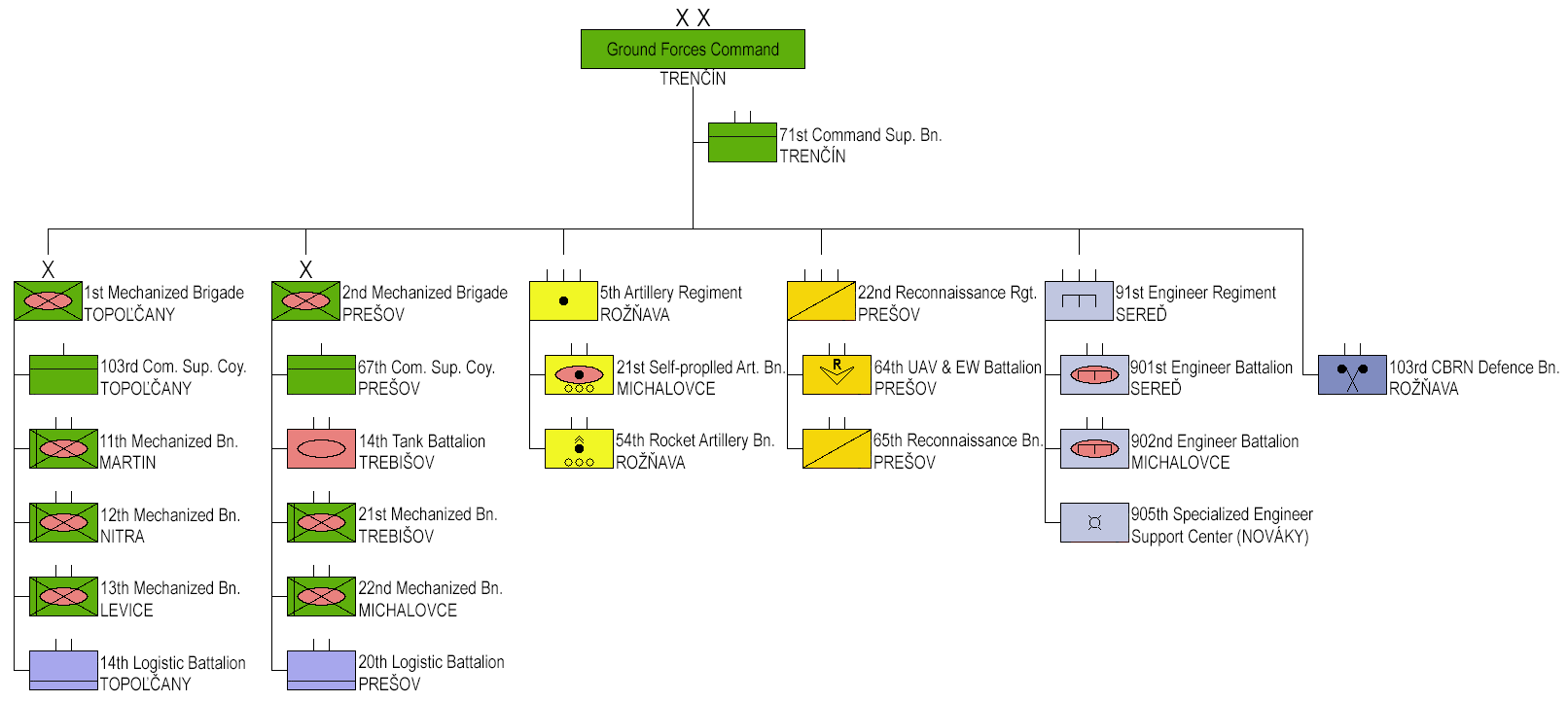
Organisationsstruktur des slowakischen Heeres 2024.

Die Gliederung des slowakischen Heeres um 2024.
- 1. mechanisierte Infanteriebrigade, Topoľčany
  - 103. Führungsunterstützungkompanie, Topoľčany
  - 11. mechanisiertes Infanteriebataillon, Martin
  - 12. mechanisiertes Infanteriebataillon, Nitra
  - 13. mechanisiertes Infanteriebataillon, Levice
  - 14. Logistikbataillon, Topoľčany
- 2. mechanisierte Infanteriebrigade, Prešov
  - 67. Führungsunterstützungkompanie, Prešov
  - 21. Panzerbataillon, Trebišov
  - 22. mechanisiertes Infanteriebataillon, Trebišov
  - 23. mechanisiertes Infanteriebataillon, Michalovce
  - 20. Logistikbataillon, Prešov
- 5. Artillerieregiment, Rožňava
  - Stab, Rožňava
  - 21. Panzerartilleriebataillon, Michalovce
  - 54. Raketenartilleriebataillon, Rožňava
  - 56. Panzerabwehrbataillon, Rožňava
- 91. Pionierregiment, Sereď
  - Stab, Sereď
  - 901. Pionierbataillon, Sereď
  - 902. Pionierbataillon, Michalovce
  - 905. Spezialpionier-Unterstützungszentrum, Nováky
- 22. Aufklärungsregiment , Prešov
- 71. Führungs-Unterstützungbataillon, Trenčín
- 103. ABC-Abwehrbataillon, Rožňava

## Ausrüstung
Zur Erfüllung seiner Aufgaben verfügt das slowakische Heer unter anderem über:

### Fahrzeuge

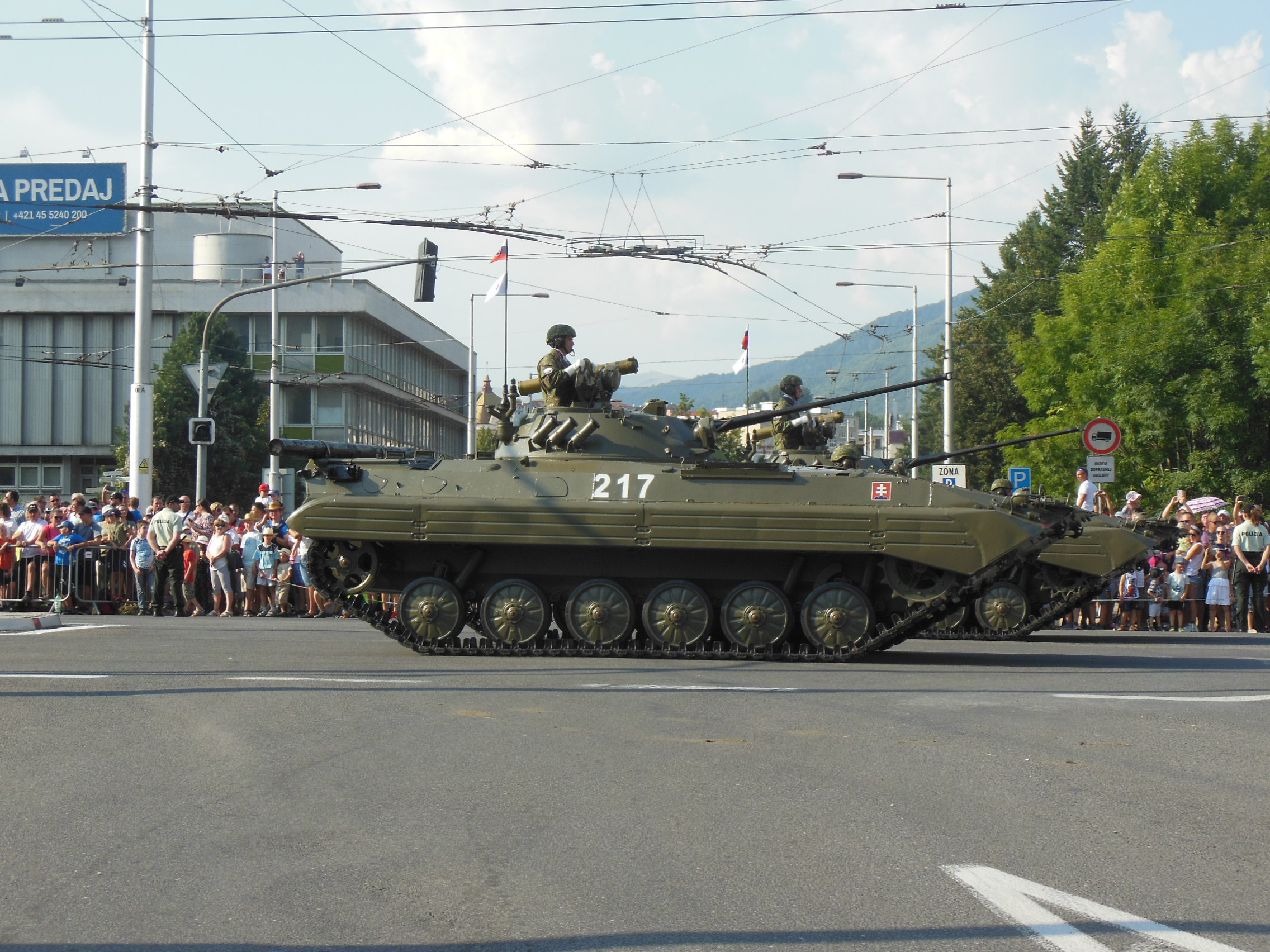
BMP-2 bei einer Parade in Banská Bystrica

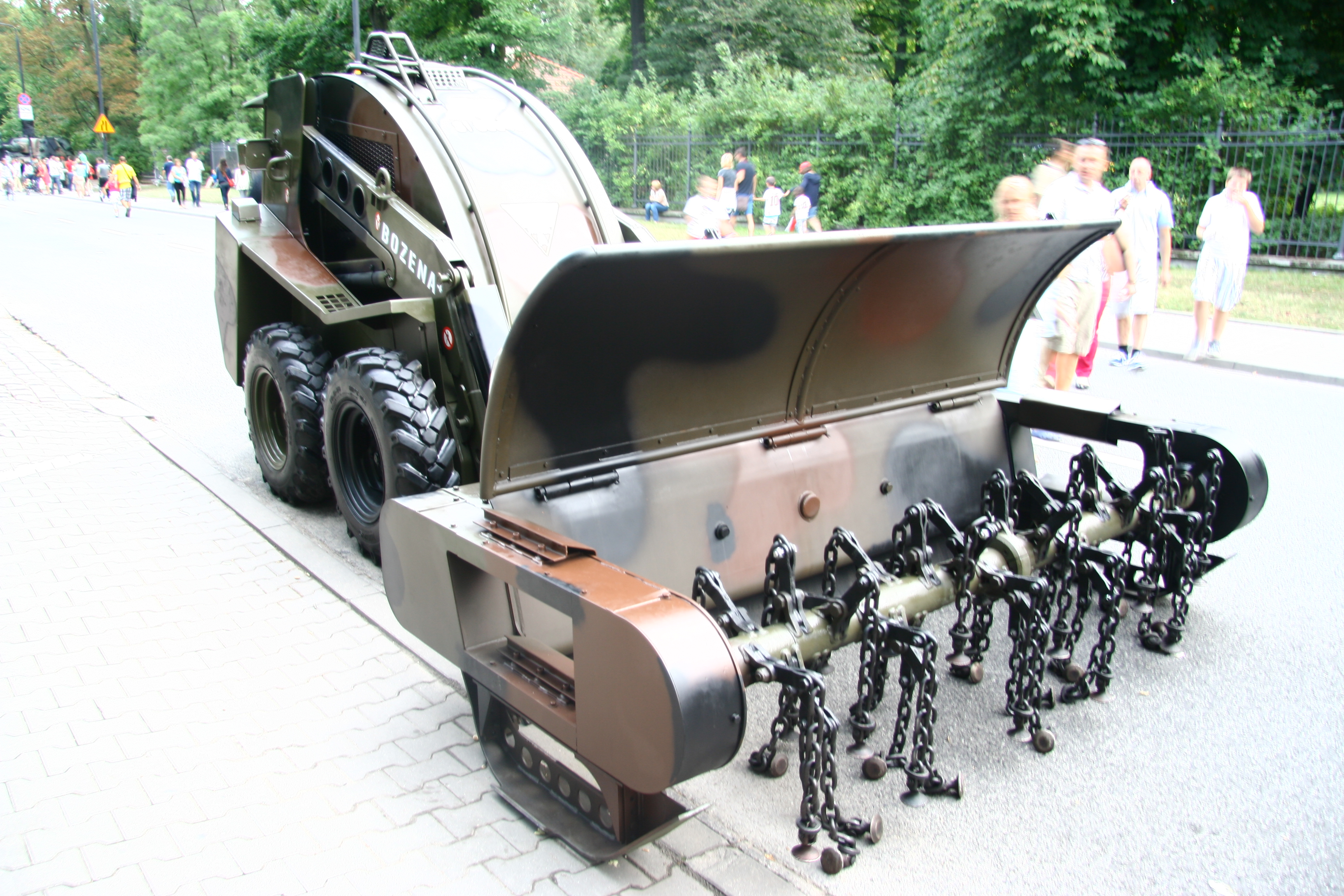
Minenräumpanzer Bozena

| Typ        | Herkunft                     | Funktion                                       | Version               | Anzahl    |
| ---------- | ---------------------------- | ---------------------------------------------- | --------------------- | --------- |
| Leopard 2  | Deutschland                  | Kampfpanzer                                    | A4                    | 15        |
| T-72       | Sowjetunion                  | KampfpanzerBergepanzer                         | T-72MVT-72B           | 30?       |
| BMP-1      | Sowjetunion Tschechoslowakei | SchützenpanzerSpähpanzerMannschaftstransporter | BMP-1BPsV-1BVP-MOT-90 | 148181772 |
| BMP-2      | Sowjetunion                  | Schützenpanzer                                 |                       | 91        |
| OT-64 SKOT | Polen Tschechoslowakei       | Mannschaftstransporter                         |                       | 7         |
| Tatrapan   | Slowakei                     | Mannschaftstransporter                         |                       | 15        |
| RG-32      | Südafrika                    | Geschütztes Fahrzeug                           | RG-32M                | 7+        |
| Iveco LMV  | Italien                      | Mehrzweckfahrzeug                              |                       |           |
| MT-55      | Sowjetunion                  | Brückenlegepanzer                              | MT-55A                |           |
| AM-50      | Tschechoslowakei             | Brückenlegepanzer                              |                       |           |
| VT-55A     | Tschechoslowakei             | Bergepanzer                                    |                       |           |
| WPT-TOPAS  | Polen                        | Bergepanzer                                    |                       |           |
| Bozena     | Slowakei                     | Minenräumfahrzeug                              |                       |           |
| UOS-155    | Slowakei                     | Minenräumfahrzeug                              |                       |           |

### Artillerie

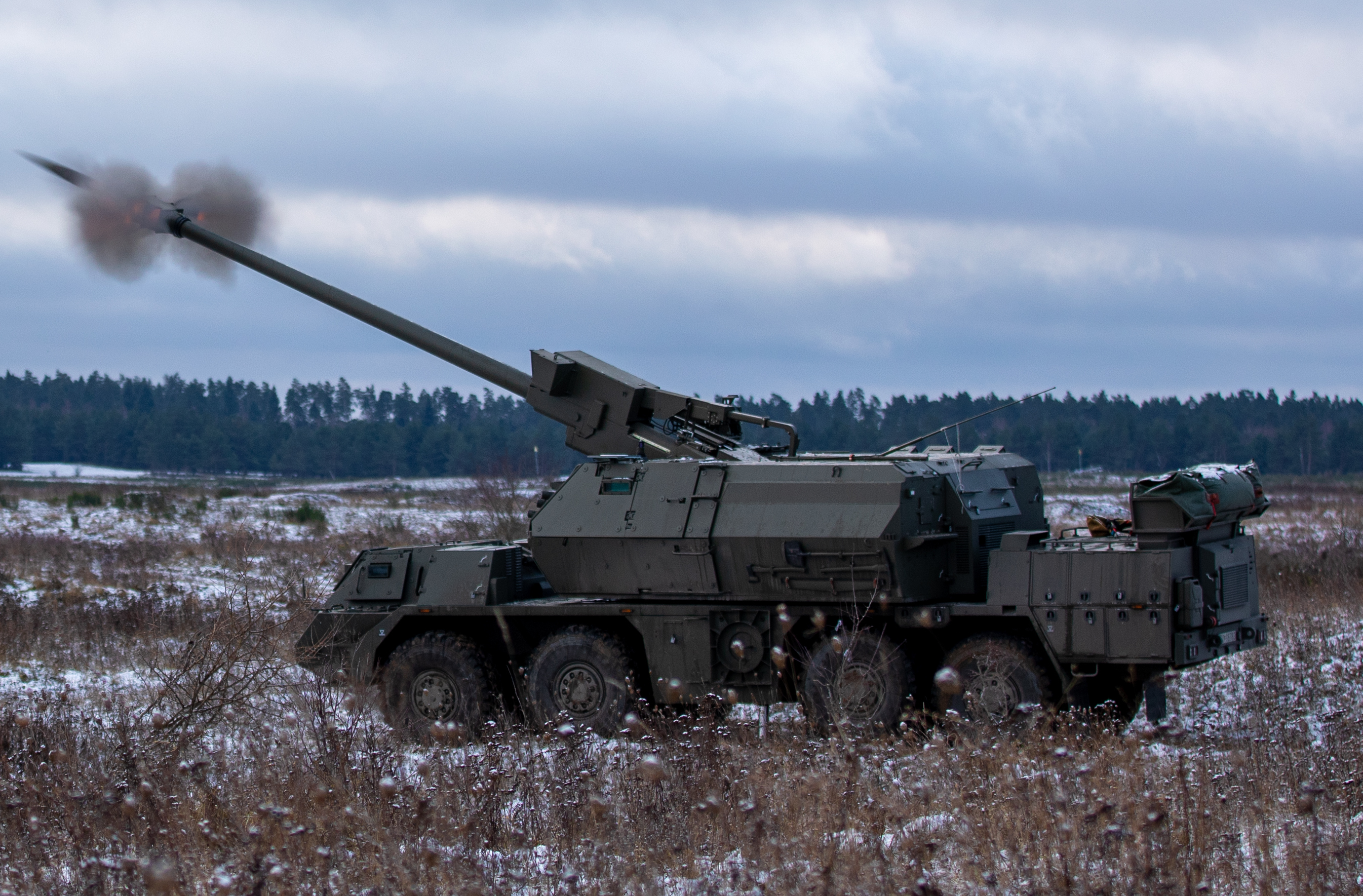
Slowakischer Zuzana II

| Typ    | Herkunft         | Funktion                     | Version                             | Anzahl |
| ------ | ---------------- | ---------------------------- | ----------------------------------- | ------ |
| DANA   | Tschechoslowakei | 152-mm-Radhaubitze           |                                     | 3      |
| Zuzana | Slowakei         | Radhaubitze                  | Zuzana I (152 mm)Zuzana II (155 mm) | 168    |
| RM-70  | Tschechoslowakei | 122-mm-Mehrfachraketenwerfer | RM-70RM-70 Modular                  | 426    |

### Panzer- und Flugabwehr

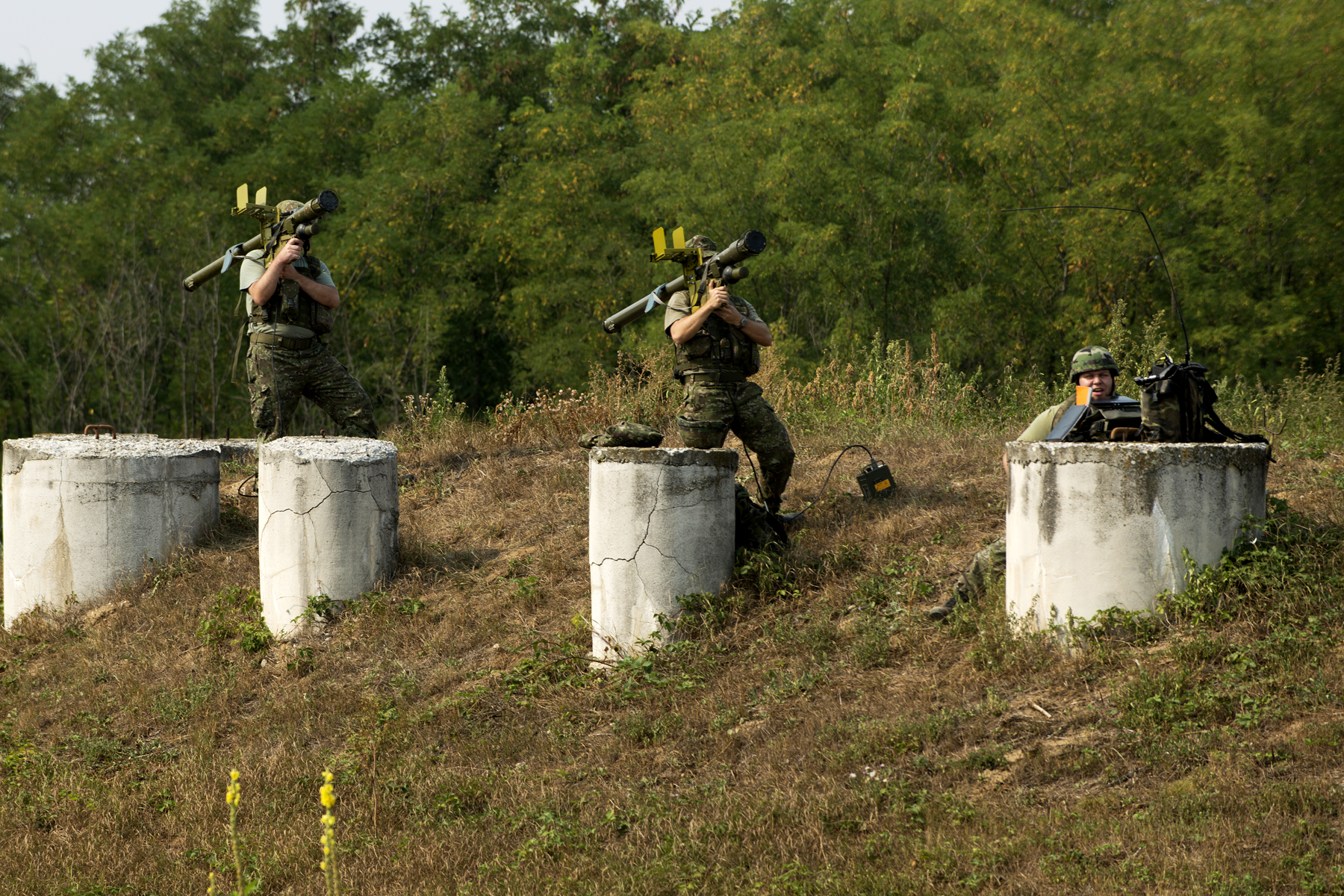
Slowakische Soldaten beim Abfeuern einer 9K310 Igla-1

| Typ             | Herkunft    | Funktion              | Version |
| --------------- | ----------- | --------------------- | ------- |
| BRDM-2          | Sowjetunion | Panzerabwehrfahrzeug  | 9P148   |
| 9K11 Maljutka   | Sowjetunion | Panzerabwehrlenkwaffe |         |
| 9K113 Konkurs   | Sowjetunion | Panzerabwehrlenkwaffe |         |
| FFV Carl Gustaf | Schweden    | reaktive Panzerbüchse |         |
| 9K310 Igla-1    | Sowjetunion | MANPADS               |         |

### Modernisierung
Um alternde Schützenpanzer zu ersetzen, werden aus Finnland 76 Patria AMV XP beschafft, die ab 2023 geliefert werden und insgesamt 447 Millionen Euro kosten sollen. Darüber hinaus werden die restlichen BMP-1 und BMP-2 durch 152 Schützenpanzer des Typs Combat Vehicle 90 Mk IV ersetzt. Der CV-90 setzte sich gegen den ASCOD-Schützenpanzer, den Lynx und den polnischen BWP Borsuk durch. Das Auftragsvolumen liegt bei 1,3 Milliarden Euro und die Auslieferung soll bis 2028 abgeschlossen werden.